# 유럽 고속도로 512호선
유럽 고속도로 512호선(European route E512)은 프랑스의 르미르몽에서 시작하여 탕을 거쳐 뮐루즈까지 이어주는 총 연장 82km의 거리를 가진 B-클래스급 고속도로 노선이다. 해당 고속도로는 유럽 고속도로 501호선, 유럽 고속도로 502호선과 더불어 전 구간이 프랑스에만 관통되어 있는 도로이기도 하다.

## 주요 경유지
- 프랑스
  - 르미르몽(영어판)
  - 탕(영어판)
  - 뮐루즈 : 유럽 고속도로 25호선, 유럽 고속도로 54호선, 유럽 고속도로 60호선